# Merritt A. Edson
Merritt Austin Edson (Rutland, 25 de abril de 1897-Washington D. C., 14 de agosto de 1955), también conocido como Red Mike (en español: Rojo Mike), fue un General de División del Cuerpo de Marines de los Estados Unidos.
Nació el 25 de abril de 1897, y murió el 14 de agosto de 1955. Entre sus muchas condecoraciones destaca la Medalla de Honor del Congreso, la más alta condecoración al valor otorgada en los Estados Unidos de América. Además recibió durante su carrera dos Cruces Navales (la segunda condecoración en importancia, tras la Medalla de Honor), una Estrella de Plata y dos Legiones al Mérito.
Es más conocido entre los Marines por haber estado al mando de las unidades que defendieron con éxito de los ataques japoneses el risco de Lunga, durante la campaña de la isla de Guadalcanal, Pacífico Central, en septiembre de 1942.

## Biografía
Alcanzó la graduación de teniente segundo de los Marines en octubre de 1917, tras lo cual sirvió en Francia y Alemania durante la Primera Guerra Mundial. Al finalizar la contienda estuvo en varios destinos dentro del Cuerpo, hasta que fue enviado a la Escuela de Vuelo en 1922. Tras su graduación como piloto naval, fue asignado a diferentes puestos en América Central y China.
Fue en América Central donde recibió su primera Cruz Naval, así como la Medalla de Nicaragua con Estrella de Plata.
Cuando estalló la Segunda Guerra Mundial fue designado comandante del Batallón de Raiders, y ganó su segunda Cruz Naval en la isla de Tulagi, archipiélago de las islas Salomón. Cuando su unidad fue enviada a luchar en la gran isla de Guadalcanal, también perteneciente a las Salomón, Edson lideró a sus hombres en los combates donde ganaría su Medalla de Honor.
Después de la Segunda Guerra Mundial se le dieron varios mandos hasta que se retiró del Cuerpo de Marines el 1 de agosto de 1947. Tras su retiro trabajó como Jefe de la Policía Estatal de Vermont y Director de la Asociación Nacional del Rifle.
El 14 de agosto de 1955 se suicidó y fue enterrado con todos los honores militares en el Cementerio Nacional de Arlington.

## Primeros años
Edson nació en Rutland, Vermont, aunque creció en Chester, localidad del mismo estado. Asistió a la Universidad de Vermont durante dos años, pero el 27 de junio de 1916 dejó sus estudios y se alistó en el Primer Regimiento de la Guardia Nacional de Vermont, siendo enviado a Eagle Pass, Texas, para prestar servicio en la frontera con México. Regresó a la universidad en septiembre del mismo año, inscribiéndose en la Reserva del Cuerpo de Marines el 26 de junio de 1917.

## Inicios de su carrera
Fue designado Teniente Segundo del Cuerpo de Marines el 9 de octubre de 1917 y en septiembre del año siguiente zarpó con destino al frente francés con el 11.º Regimiento de Marines. Su regimiento no participó en los combates, pero durante los últimos seis meses de su estancia en Europa, mandó la Compañía D, 15.º Batallón Independiente de Marines.
Una vez terminada la Gran Guerra, fue destinado a varios puestos que le cualificarían para los altos mandos que iba a desempeñar en los años posteriores. Fue promovido a Teniente el 4 de junio de 1920, permaneciendo dos años en los Cuarteles de Marines de Quantico, Virginia, como Ayudante de Registrador del Instituto del Cuerpo de Marines. Tras ello fue empleado en Luisiana como custodia militar de correos durante un breve periodo.
Su interés por la aviación militar le animó a inscribirse para recibir entrenamiento de vuelo en Pensacola, Florida, donde recibió sus alas de aviador naval en 1922. Poco tiempo después se le envió a la Base Aérea de los Marines en Guam, en las Marianas, donde tomó contacto por primera vez con el paisaje semitropical al que más tarde estaría tan unido.
Cuando regresó a Estados Unidos en 1925 asistió al extenso Curso Avanzado en Tácticas de Aviación en el aeródromo Kelly, Tejas, y después al Curso para Oficiales de Compañía en Quantico, Virginia. Se graduó con elevadas calificaciones, jamás obtenidas por estudiante alguno hasta esa fecha. Por razones físicas, sin embargo, tuvo que abandonar su servicio como aviador en 1927, y continuar su carrera como oficial de Infantería. Fue asignado al Philadelphia Navy Yard.

## América Central y China
Más tarde ese mismo año se le designó para cumplir servicio embarcado como oficial al mando del destacamento de Marines del USS "Denver", CL-16, y fue promocionado a capitán el 21 de diciembre de 1927. Durante su servicio en aguas centroamericanas su destacamento desembarcó en Nicaragua, viéndose involucrado en acciones en tierra desde febrero de 1928 al mismo mes de 1929. Al mando de un puñado de 160 Marines especialmente entrenados, mantuvo doce enfrentamientos con los patriotas rebeldes seguidores del líder guerrillero Augusto C. Sandino, negándoles la posesión de los valles de los ríos Poteca y Coco.
Por su desempeño en estas luchas recibió su primera Cruz Naval, por acciones en las cuales "su exhibición de frialdad, intrepidez, y arrojo inspiro de tal manera a sus hombres que desalojaron a fuerzas superiores de insurgentes de sus posiciones preparadas, infligiéndoles severas pérdidas". El agradecido gobierno proestadounidense de Nicaragua también le concedió la Medalla de Nicaragua al Mérito con Estrella de Plata.
En septiembre de 1929 regresó a los Estados Unidos, y fue asignado como instructor de tenientes novatos de los Marines en la Escuela Básica de Philadelphia. Más tarde se convirtió en oficial de la Oficina de Planes de Guerra y Armamentos en el Depósito de Suministros de Philadelphia durante los siguientes cuatro años.
Esta tarea de armamentos no era nueva para él ya que había estado estrechamente asociado con el desarrollo de armas cortas dentro del Cuerpo. En 1921 había sido miembro del victorioso equipo del Cuerpo de Marines en las Competiciones Nacionales de Tiro en Camp Perry, Ohio. En 1927, 1930 y 1931 sirvió con los equipos de Rifle y Pistola como entrenador asistente. En las competiciones regionales de 1932 y 1933 actuó como entrenador del equipo y capitán, respectivamente. Una vez reiniciadas las Competiciones Nacionales en 1935, fue capitán de los equipos nacionales de Rifle y Pistola del Cuerpo de Marines en 1935 y 1936, ganando las competiciones en ambos años.
Después de breves turnos de servicio en el Depósito de Reclutas de Parris Island, y en el Cuartel General del Cuerpo de Marines en Washington D. C., asistió al Curso de Oficiales Superiores en la Escuela del Cuerpo en Quantico, Virginia, en 1936. Fue promocionado a Comandante el 9 de febrero de 1936. Fue enviado para servicio en el extranjero como Oficial de Operaciones del 4.º Regimiento de Marines en Shanghái, China desde 1937 a 1939, lo cual le puso en posición de observar de cerca las operaciones militares japonesas en China.
Su segundo turno de servicio en el Cuartel General de Marines empezó en mayo de 1939 cuando, como inspector de Prácticas de Tiro, pudo enfatizar la importancia de que cada marine adiestrara sus habilidades con su arma individual. Fue ascendido a teniente coronel el 1 de abril de 1940.

## Segunda Guerra Mundial
Batallón "Raider"
En junio de 1941 fue de nuevo transferido a Quantico, para ponerse al mando del I Batallón, 5.º Regimiento de Marines, el cual fue redesignado como I Batallón Autónomo en enero de 1942. Los entrenamientos que dirigió en los meses siguientes empleando Transportes Navales de Alta Velocidad de la U.S. Navy (Marina de Guerra de Estados Unidos), convirtieron a su unidad en el I Batallón Raider de los Marines a principios de 1942. Este batallón se tomó como modelo por cada batallón Raider de los Marines que más tarde se formó durante la guerra. Se le nombró Coronel el 21 de mayo de 1942.
El estreno del Coronel Edson en el teatro de operaciones del Pacífico comenzó con el entrenamiento en ultramar de su unidad Raider en la Samoa americana.
El 7 de agosto de 1942, sus Raiders, junto con el II Batallón, 5.º de Marines, desembacaron en Tulagi, Islas Salomón. Dos días de duros combates se necesitaron para asegurar esta estratégica isla en la que se conoció dentro de la Campaña de Guadalcanal como la Batalla de Tulagi. Le fue otorgada una Estrella Dorada a su Cruz Naval (lo cual simboliza la concesión de una segunda cruz) por la exitosa conducción de su unidad en las operaciones de Tulagi. Después su batallón fue trasladado a Guadalcanal, desde donde llevaron a cabo ataques relámpagos en la Isla de Savo y en Tasimboko, en la propia Guadalcanal.
Guadalcanal
La batalla por la que pasó a la posteridad fue la defensa de la cresta de Lunga, en Guadalcanal, del 13 al 14 de septiembre de 1942. Su batallón Raider, junto con dos compañías anexionadas del I Batallón Paracaidista de Marines, fue situado en una cadena de riscos a muy poca distancia al sur de Henderson Field, el único aeródromo de la isla, y en posesión de los norteamericanos. Se suponía que allí podrían tomarse un breve descanso, pero inesperadamente las fuerzas japonesas atacaron su posición al ocaso, penetrando por el centro de su línea y forzando a los marines a retirarse a una posición de reserva.
Alrededor de 800 marines soportaron los repetidos asaltos de más de 2.500 japoneses, en lo que pasaría a la historia como la Batalla de "Bloody Ridge", la Batalla de la Colina Sangrienta. Para los hombres del I Batallón Raider no obstante, quienes sufrieron 256 bajas, fue la Batalla de la Colina de Edson, con lo cual honraron al oficial que "estuvo en todas partes, animando, convenciendo y corrigiendo, exponiéndose constantemente al fuego enemigo". Su apodo de "Red Mike", que hacía referencia a la barba pelirroja que lució en sus días de combate en Nicaragua, fue su nombre clave durante la batalla. Desde entonces fue conocido por todos como "Red Mike". Fue por su desempeño y valor en "Bloody Ridge" que recibió su Medalla de Honor del Congreso.
Después de la Batalla de "Bloody Ridge" se le puso al mando del 5.º Regimiento de Marines. En su nuevo puesto fue uno de los jefes primordiales en los combates en el río Matanikau, del 23 de septiembre al 9 de octubre de 1942. Además mandó el 5.º de Marines durante la Batalla de Henderson Field, hasta que su regimiento fue retirado de Guadalcanal, junto con el resto de la 1.ª División de Marines en noviembre de 1942. Poco tiempo después otro oficial aseveró que "oficiales y hombres le seguirían con los ojos cerrados a cualquier parte. El único problema es mantenerse a su altura". Un corresponsal de guerra comentó que "no es un fiero marine. De hecho parece casi tímido. Pero el coronel Edson está probablemente entre los cinco mejores comandantes de combate en todas las fuerzas armadas de los Estados Unidos". Se dice que no era dado con facilidad a mostrar sus emociones pero que cuando su enlace personal, que había prestado servicio junto a él durante varios meses, fue muerto en los combates del Matanikau en Guadalcanal, los testigos aseguran que "lloró como un niño". Más tarde diría que ese hombre jamás podría ser reemplazado.
Mandos superiores y más batallas

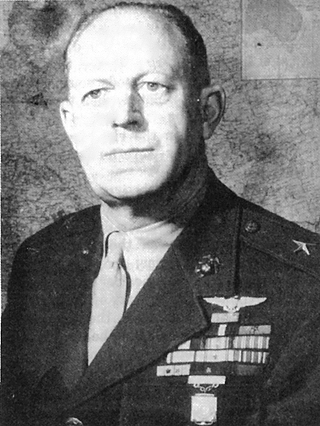
"Red Mike" Edson, aquí fotografiado como General de Brigada del Cuerpo de Marines

En agosto de 1943 fue nombrado Jefe del Estado Mayor de la 2.ª División de Marines, a la cual alistó para la proyectada invasión del atolón de Tarawa. Preparó una estimación de la situación esperada para esta operación, la cual demostró ser tan certera y eficiente que llegó a ser una obra considerada clásica dentro de la literatura militar del Cuerpo de Marines. Por este servicio recibió la Legión del Mérito y fue promovido a General de Brigada el 1 de diciembre de 1943. Más tarde fue designado Comandante Asistente de la 2.ª División y como tal participó en la captura de las islas de Tinian y Saipán, en las Marianas, combates en los que se hizo acreedor de la Estrella de Plata.
Tras la campaña de las Marianas el general de brigada Edson pasó a ser el Jefe del Estado Mayor de la "Fleet Marine Force", Pacífico (Fuerza de Marines de la Flota, amplia unidad que englobaba a todas las unidades terrestres de Marines no encargadas de la custodia de arsenales, bases navales, embajadas, etc.) en octubre de 1944, siendo reconocida la valía de su trabajo con una estrella dorada en su Legión del Mérito. Sus diferentes obligaciones entre mandos de combates y mandos de servicio, ya fuera en la misma zona de combate o en la retaguardia del frente, le supusieron un turno de 44 meses de continuo destacamento en la zona de guerra. Cuando un joven oficial le preguntó cuando esperaba ser rotado de vuelta a los Estados Unidos, el General Edson le respondió "cuando la guerra termine y el trabajo esté hecho"

## Retiro
En diciembre de 1945 fue destinado a la Oficina del Jefe de Operaciones Navales (en los Estados Unidos el Jefe de Operaciones Navales es equivalente a Jefe de la Marina de Guerra) y en febrero de 1947 al Cuartel General de los Marines. Se retiró del servicio activo a los 50 años y después de más de 30 años al servicio de su país. Fue ascendido finalmente a General de División a la fecha de tu retiro, que fue efectivo el 1 de agosto de 1947.
Tras su dilatado paso por el Cuerpo de Marines pasó a ser el primer Comisionado de la Policía Estatal de Vermont, organizando sus fuerzas desde una antigua organización de vehículos oficiales. Estableció una organización semi-militarizada la cual fue después adoptada por las policías de otros estados.
En julio de 1951, tras regresar a Washington D. C., se le nombró Director Ejecutivo de la Asociación Nacional del Rifle.
Pero el paso de los años no le hizo olvidar a su alma mater, por lo que continuó abogando activamente por la ampliación y el refuerzo del Cuerpo de Marines, reclamando más y mejores medios con los que permitirle el cumplimiento de sus muchas misiones.
Murió el 14 de agosto de 1955, en Washington D. C., tras suicidarse envenenándose con monóxido de carbono en el garaje de su casa. Cuando murió, en adición a sus tareas en la Asociación Nacional del Rifle, era el representante de la Marina en el Comité de Defensa para los Prisioneros de Guerra. Este grupo recomendó los estándares de conducta para los prisioneros de guerra americanos, que más tarde fue adoptado como el Código de Conducta para todos los americanos de las fuerzas armadas.
Fue enterrado en el Cementerio Nacional de Arlington y su tumba está situada en la Sección 2, Lot 4960-2.

## Citaciones
Medalla de Honor del Congreso

El Presidente de los Estados Unidos se complace en otorgar la Medalla de Honor a

Coronel Merritt A. Edson

Cuerpo de Marines de los Estados Unidos

por el servicio que se expone en la siguiente Citación:

Por su extraordinario heroísmo y evidente intrepidez por encima y más allá de la llamada del deber como oficial al mando del I Batallón Raider de Marines, más el Batallón Paracaidista adjunto, durante las acciones contra las fuerzas japonesas en la Islas Salomón en la noche del 13 al 14 de septiembre. Después que el aeródromo de Guadalcanal había sido arrebatado al enemigo el 8 de agosto, el Coronel Edson con una fuerza de 800 hombres, fue asignado a la ocupación y la defensa de una elevación que domina la jungla a ambos lados del aeródromo. Encaró un formidable ataque japonés, además potenciado por las infiltraciones, que había chocado a lo largo de nuestra línea de frente, manejando diestramente a sus tropas y retirando con éxito sus unidades de vanguardia a una línea de reserva con mínimas bajas propias. Cuando el enemigo, en una subsiguiente serie de violentos asaltos, se enfrentó a nuestra fuerza en desesperados combates cuerpo a cuerpo con bayonetas, fusiles, pistolas, granadas y cuchillos, el Coronel Edson, aunque continuamente expuesto al fuego hostil durante toda la noche, dirigió personalmente la defensa de la posición de reserva contra un enemigo fanático de un número muy superior. Por su astuto liderazgo y gallarda devoción al deber, conminó a sus hombres, a pesar de las múltiples bajas, a aferrarse tenazmente a sus posiciones en el vital risco, de tal modo que posibilitó no solo la posesión del aeródromo de Guadalcanal, sino de además todas las posiciones ofensivas de la 1.ª División al completo en la zona de retaguardia.
Franklin D. Roosevelt